# Nigerese presidentsverkiezingen 1993
De Nigerese presidentsverkiezingen in 1993 werd gehouden op 27 februari en 27 maart. De verkiezingen werden uitgeschreven nadat de bevolking in een referendum de noodzakelijke wijzigingen van de grondwet had geaccepteerd. Kort daarvoor was Niger overgegaan op een meerpartijenstelsel. Dit waren de eerste presidentsverkiezingen in Niger waarbij het daadwerkelijk mogelijk was op meerdere kandidaten te stellen.
De eerste ronde werd gewonnen door Mamadou Tandja, maar in de tweede ronde werd hij verslagen door Mahamane Ousmane. De opkomst was 32,5 procent en 35,2 procent tijdens respectievelijk de eerste ronde en de tweede ronde. 

## Uitslag
| Kandidaat-partij                                                               | 1e ronde  | 1e ronde   | 2e ronde  | 2e ronde   |
| Kandidaat-partij                                                               | Stemmen   | Percentage | Stemmen   | Percentage |
| ------------------------------------------------------------------------------ | --------- | ---------- | --------- | ---------- |
| Mahamane Ousmane - Democratische en Sociale Conventie                          | 343.261   | 26,59      | 763.476   | 54,42      |
| Mamadou Tandja – Nationale Beweging voor de Ontwikkeling van de Maatschappij   | 443.233   | 34,22      | 639.418   | 45,58      |
| Mahamadou Issoufou – Nigerese Partij voor Democratie en Socialisme             | 205.707   | 15,92      |           |            |
| Moumouni Adamou Djermakoye - Nigerese Alliantie voor Democratie en Vooruitgang | 196.949   | 15,24      |           |            |
| Illa Kané - Unie van Democratische en Progressieve Patriotten                  | 32.951    | 2,55       |           |            |
| Oumarou Garba Issoufou - Nigerese Progressieve Partij                          | 25.769    | 1,99       |           |            |
| Omar Katzelma Taya - Partij voor Socialisme en Democratie in Niger             | 23.565    | 1,82       |           |            |
| Djibo Bakary - SAWABA                                                          | 21.662    | 1,68       |           |            |
| Ongeldige en blanco stemmen                                                    | 35.659    |            | 30.499    |            |
| Totaal                                                                         | 1.328.152 | 100,0      | 1.433.393 | 100,0      |

1965 · 1970 · 1989 · 1993 · 1996 · 1999 · 2004 · 2011 · 2016